# David Opfer
David Opfer (* 17. Oktober 1825 in Gudensberg; † 30. November 1876 in Netra) war Bürgermeister und Abgeordneter des Kurhessischen Kommunallandtages.

## Leben
David Opfer war der Sohn des Leinewebermeisters Jacob Opfer und dessen Gemahlin Anna Katharina Gippert. Nach seiner Schul- und Berufsausbildung war er als Privatschreiber tätig und zog 1859 nach Netra, wo er im Jahre 1866 zum Bürgermeister gewählt wurde. Dieses Amt bekleidete er bis zum Jahre 1874. Als Abgeordneter der Landgemeinden des Kreises Eschwege zog er 1868 in den Kurhessischen Kommunallandtag ein und blieb bis 1873 in diesem Parlament.
Sein Nachfolger im Amt wurde Johannes Brehm.